# 月の光

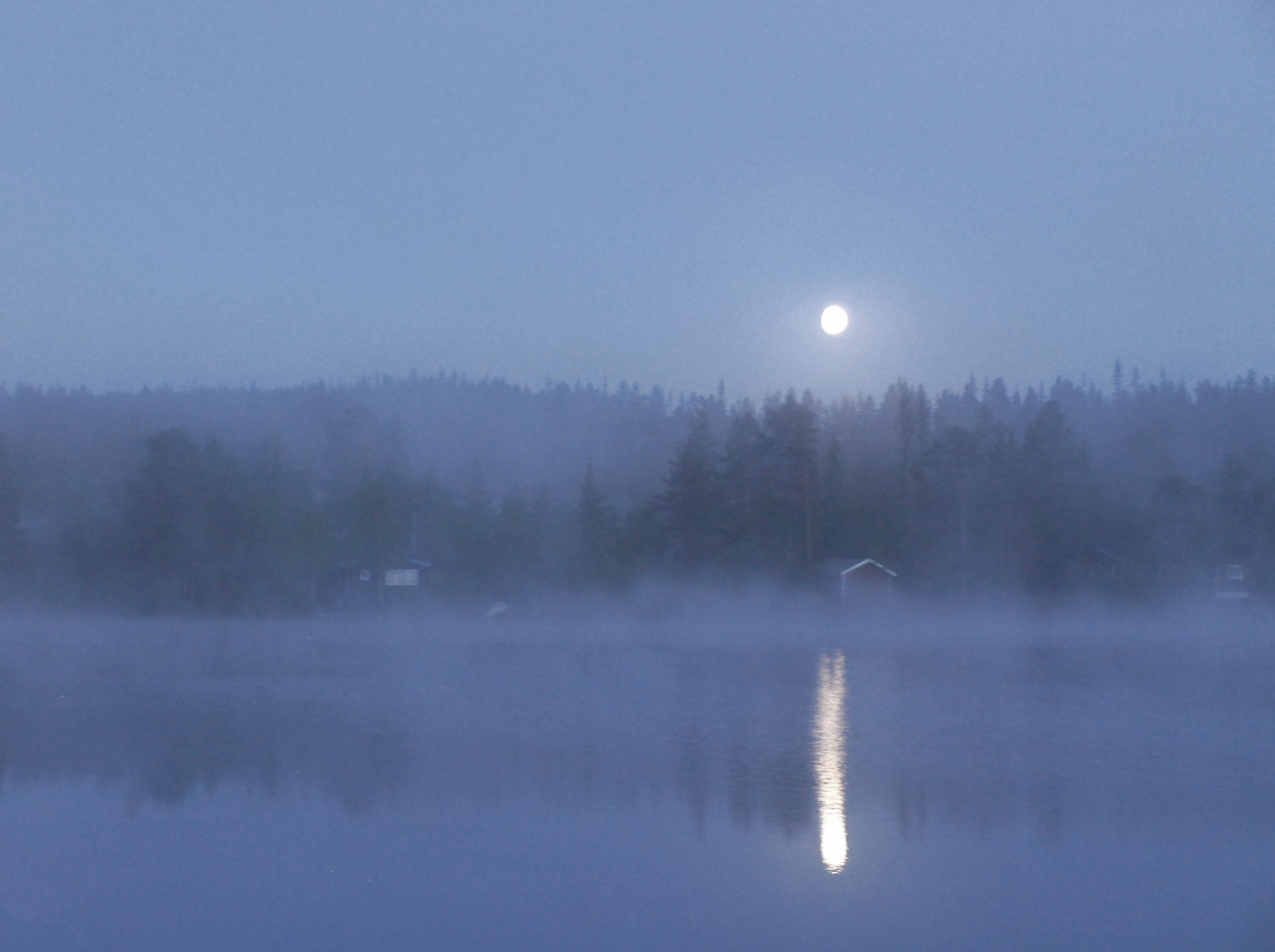
月の光に彩られた湖

月の光（つきのひかり）は、太陽の光を反射した月の光のことであり、月光（げっこう）、月明かり（つきあかり）、月下／月華（げっか）、月影（つきかげ）等とも言う。英語では moonlight（ムーンライト）。
0.2ルクス程度の明るさで、夜空にひときわ明るく輝いている。その光は、おおよそ38万km離れた月面より反射され、地球に至る。
月齢によって様々に変化する様子や、しかしはかなげな光は古くから神秘的なものととらえられてきた。西洋では芸術作品、特に音楽の世界で月の光をモチーフにした曲が多く存在している。

## 「月の光」と名のついた音楽作品
- ヴェルレーヌの詩『月の光』。およびフォーレがそれに曲をつけた歌曲。ピアノ伴奏版と室内管弦楽伴奏版があり、後者は『マスクとベルガマスク』（ヴェルレーヌの詩を元にルネ・フォーショワが書き下ろした戯曲）の劇中で使われたが、同名の組曲版には収録されていない。
- ドビュッシーの『ベルガマスク組曲』の第3曲。ドビュッシーの作品の中で最も有名な曲の1つである。前項と同じくヴェルレーヌの詩から着想を得ている（組曲のタイトルである『ベルガマスク』は、ヴェルレーヌの詩の一節「マスクとベルガマスク（仮面劇とベルガモ風舞曲）」から取られている）。もとはピアノ曲であるが、種々の編曲により、色々な楽器で演奏されている。冨田勲によるシンセサイザー版は、アメリカで高い評価を受け、その後のシンセサイザー音楽ブームのきっかけになった。また、歌詞をつけてNHKの『みんなのうた』で放映されたこともある。ストコフスキーによる編曲は、ディズニーのアニメーション映画「ファンタジア」で使用された。 映画「セブン・イヤーズ・イン・チベット」では、「月の光」を奏でるオルゴールが重要な役回りを演ずる。映画「オーシャンズ11」ではフィラデルフィア交響楽団によるオーケストラ版がエンディングの噴水ショーの楽曲として使用された。
- ドビュッシーの『艶なる宴』（詩はヴェルレーヌ）の中の1曲（歌曲）。初版と改訂版の2つの版を持ち、『艶なる宴』に収録されているのは後者である。
- フランス民謡（原題：Au Clair de la Lune）。日本語題は一般に「月の光に」とされる。1860年4月9日にフォノトグラフにて記録された図形は、女性の唄う「月の光に」であり、フランス科学アカデミーはこれを「人類最古の録音」としている[2]。
- たまの楽曲。詩人である中原中也の同名の詩に石川浩司が曲を付けたもの。アルバム『そのろく』に収録されている。
  - なお、「月光」や「ムーンライト」と名のついた音楽作品は、月光を参照されたい。

## 月の光をモチーフとした作品
- 「月の光が降り注ぐテラス」（ドビュッシーの『前奏曲集 第2巻』の第7曲）